# مسعود ابراهیم‌زاده
مسعود ابراهیم‌ زاده (زاده ۲۶ دی ۱۳۶۷ اهر) بازیکن سابق فوتبال اهل ایران است.

## سوابق باشگاهی
وی سابقه عضویت در تیم‌های تراکتور، سایپا، گسترش فولاد، صنعت نفت آبادان و ذوب آهن اصفهان را در کارنامه دارد.

## آمار باشگاهی
تا تاریخ ۶ شهریور ۱۴۰۲
| عملکرد باشگاهی | عملکرد باشگاهی | عملکرد باشگاهی | لیگ      | لیگ      | جام      | جام      | قاره‌ای | قاره‌ای | دیگر     | دیگر     | مجموع | مجموع |
| فصل            | باشگاه         | لیگ            | بازی     | گل       | بازی     | گل       | بازی   | گل     | بازی     | گل       | بازی  | گل    |
| ایران          | ایران          | ایران          | لیگ برتر | لیگ برتر | جام حذفی | جام حذفی | آسیا   | آسیا   | سوپر جام | سوپر جام | مجموع | مجموع |
| -------------- | -------------- | -------------- | -------- | -------- | -------- | -------- | ------ | ------ | -------- | -------- | ----- | ----- |
| ۲۰۱۲–۲۰۱۳      | تراکتور        | لیگ برتر       | ۳۰       | ۰        | ۰        | ۰        | _      | _      | _        | _        | ۲     | ۰     |
| ۲۰۱۳–۲۰۱۴      | تراکتور        | لیگ برتر       | ۳۰       | ۰        | ۰        | ۰        | _      | _      | _        | _        | ۷     | ۰     |
| ۲۰۱۴–۲۰۱۵      | تراکتور        | لیگ برتر       | ۳۰       | ۱        | ۰        | ۰        | _      | _      | _        | _        | ۷     | ۱     |
| مجموع تراکتور  | مجموع تراکتور  | مجموع تراکتور  | ۹۰       | ۱        | ۰        | ۰        | _      | _      | _        | _        | ۱۶    | ۱     |
| ۲۰۱۵–۲۰۱۶      | سایپا          | لیگ برتر       | ۲۸       | ۱        | ۱        | ۰        | _      | _      | _        | _        | ۲۹    | ۱     |
| ۲۰۱۶–۲۰۱۷      | سایپا          | لیگ برتر       | ۲۴       | ۱        | ۱        | ۰        | _      | _      | _        | _        | ۲۵    | ۱     |
| ۲۰۱۷–۲۰۱۸      | سایپا          | لیگ برتر       | ۱۹       | ۱        | ۱        | ۰        | _      | _      | _        | _        | ۲۰    | ۱     |
| ۲۰۱۸–۲۰۱۹      | سایپا          | لیگ برتر       | ۲۲       | ۰        | ۳        | ۰        | _      | _      | _        | _        | ۲۵    | ۰     |
| ۲۰۱۹–۲۰۲۰      | سایپا          | لیگ برتر       | ۲۶       | ۳        | ۱        | ۰        | ۳      | ۰      | _        | _        | ۳۰    | ۳     |
| مجموع سایپا    | مجموع سایپا    | مجموع سایپا    | ۱۱۹      | ۶        | ۷        | ۰        | ۳      | ۰      | _        | _        | ۱۲۹   | ۶     |
| ۲۰۲۰–۲۰۲۱      | ذوب‌آهن         | لیگ برتر       | ۲۶       | ۱        | ۴        | ۰        | ۵      | ۰      | _        | _        | ۳۳    | ۱     |
| ۲۰۲۱–۲۰۲۲      | ذوب‌آهن         | لیگ برتر       | ۳۲       | ۰        | ۱        | ۰        | ۰      | ۰      | _        | _        | ۱۶    | ۰     |
| ۲۰۲۲–۲۰۲۳      | ذوب‌آهن         | لیگ برتر       | ۲۸       | ۲        | ۲        | ۱        | ۰      | ۰      | ۱        | ۰        | ۱۱    | ۳     |
| ۲۰۲۳–۲۰۲۴      | ذوب‌آهن         | لیگ برتر       | ۴        | ۱        | ۰        | ۰        | _      | _      | _        | _        | ۴     | ۱     |
| مجموع ذوب‌آهن   | مجموع ذوب‌آهن   | مجموع ذوب‌آهن   | ۹۰       | ۴        | ۷        | ۱        | ۵      | ۰      | ۱        | ۰        | ۶۴    | ۵     |
| مجموع آمار     | مجموع آمار     | مجموع آمار     | ۲۹۹      | ۱۱       | ۱۴       | ۱        | ۸      | ۰      | ۱        | ۰        | ۲۰۹   | ۱۲    |

## افتخارات
باشگاهی
- نائب قهرمانی لیگ برتر فوتبال ایران ۹۱-۹۰ به همراه باشگاه تراکتورسازی تبریز
- نائب قهرمانی لیگ برتر فوتبال ایران ۹۲–۱۳۹۱ به همراه باشگاه تراکتورسازی تبریز

قهرمان جام حذفی به همراه تیم تراکتورسازی تبریز در فصل ۹۲٫۹۳]